# Mitsubishi 3B2
La sigla Mitsubishi 3B2 identifica una famiglia di motori a scoppio prodotti dal 2006 al 2015 dalla Casa automobilistica giapponese Mitsubishi Motors Corporation.

## Descrizione
I motori che compongono la famiglia 3B2 vengono introdotte nel 2006 in due versioni, una da 659 cm³ e una da 999 cc. La prima è stata realizzata già nel dicembre del 2005 per essere destinata ad equipaggiare le kei-car che la Casa nipponica era in procinto di lanciare l'anno seguente. Dal piccolo motore, che di fatto incontrava i requisiti per essere montato sulle microcar giapponesi, si è passati poco tempo dopo alla seconda versione da un litro di cilindrata, che per questo motivo non poteva essere montato su alcuna kei-car e di fatto ha finito per essere esportato nel Vecchio Continente, precisamente in Germania, dove la Daimler AG lo avrebbe utilizzato per equipaggiare la seconda generazione della Smart Fortwo.

In generale, i motori 3B2 possiedono le seguenti caratteristiche:
- architettura a tre cilindri in linea;
- monoblocco e testata in lega di alluminio;
- distribuzione a doppio asse a camme in testa;
- testata a 4 valvole per cilindro;
- dispositivo di fasatura variabile MIVEC;
- alimentazione ad iniezione elettronica.

Di seguito vengono descritte più in dettaglio le due versioni dei motori 3B2.

### Versione da 659 cc

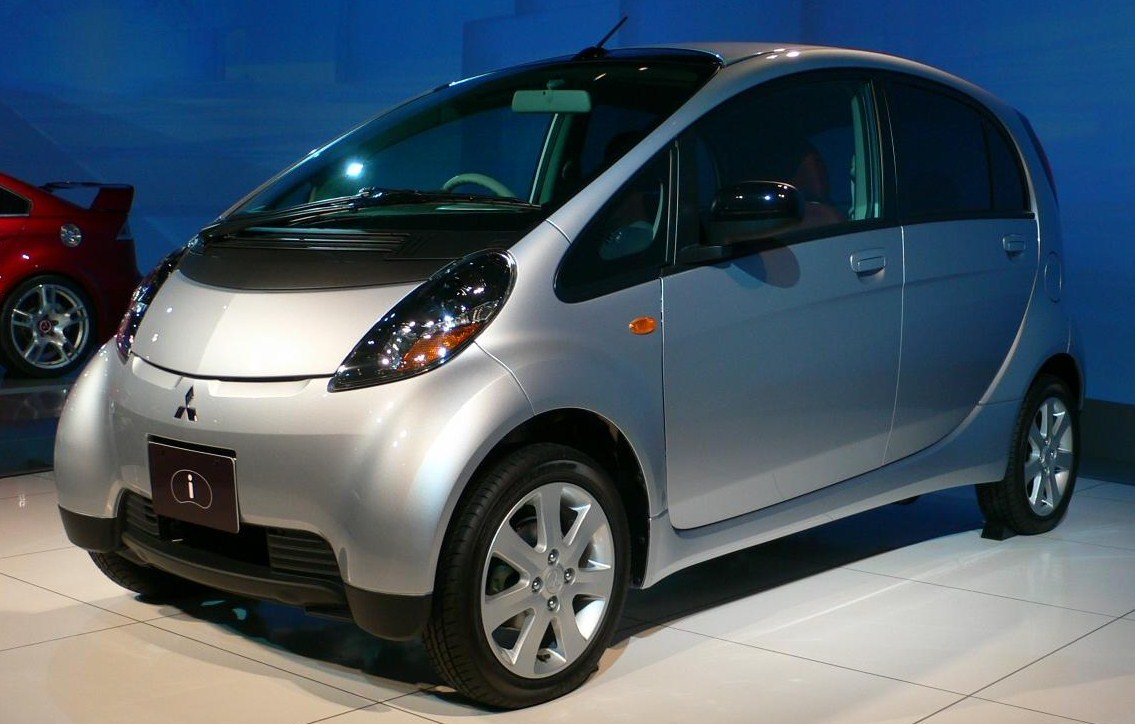
La Mitsubishi iMiEV monta il motore 3B2 da 659 cc

Questa versione è stata la prima ad essere introdotta dalla Mitsubishi. È un motore perfettamente quadro, poiché le sue misure di alesaggio e corsa sono identiche e pari a 65.4 mm, per una cilindrata di appunto 659 cc, che di fatto pone questo motore entro il limite di 660 cc stabilito dal governo giapponese per poter essere montato in una kei-car.

Questo motore è stato proposto sia in versione aspirata sia in versione sovralimentata.

#### 3B20
La versione 3B20 è quella aspirata di base. È caratterizzata da un rapporto di compressione piuttosto alto, pari a 10.8:1, che dà a questa motorizzazione la possibilità di raggiungere un'interessante potenza massima di 52 cv a 7000 giri/min, un regime di rotazione tradizionalmente più consono ad una vettura dalle prestazioni sensibilmente superiori. Questo motore utilizza anche il sistema Smart Idling, simile al sistema Start % Stop che a partire dai primi anni 2000 ha cominciato a diffondersi in svariate vetture europee. Come quest'ultimo, il sistema Smart Idling spegne il motore in caso di sosta (per esempio in coda o ad un semaforo), per poi riavviarlo non appena si preme nuovamente l'acceleratore. Questo motore raggiunge una coppia massima di 57 Nm a 4000 giri/min. Le sue applicazioni si limitano alla Mitsubishi iMiEV (in Giappone nota semplicemente come Mitsubishi i), prodotta a partire dal 2006 in madrepatria e nota in Europa come auto elettrica.

#### 3B20T
La T finale in questa sigla indica chiaramente che questa è la versione sovralimentata del piccolo motore 3B20 visto poco sopra. L'impiego di un turbocompressore ha richiesto come sempre una riduzione del rapporto di compressione, che ora è sceso ad 8.8:1. Il turbocompressore è a bassa inerzia per privilegiare il rendimento a regimi più bassi, che la versione aspirata, a causa dell'elevato rapporto di compressione e dell'elevata potenza specifica non è in grado di garantire. In questo caso, quindi, la potenza massima raggiunge 64 CV a 6000 giri/min, con un picco di coppia pari a 94 Nm a 3000 giri/min. Entrambi i valori massimi, oltre ad essere superiori, vengono anche raggiunti a regimi inferiori, confermando la bontà dell'idea. Questo motore è stato montato sulle varianti sovralimentate (S, M e G) della Mitsubishi iMiEV (o Mitsubishi i in Giappone).

### Versione da un litro o motore M132

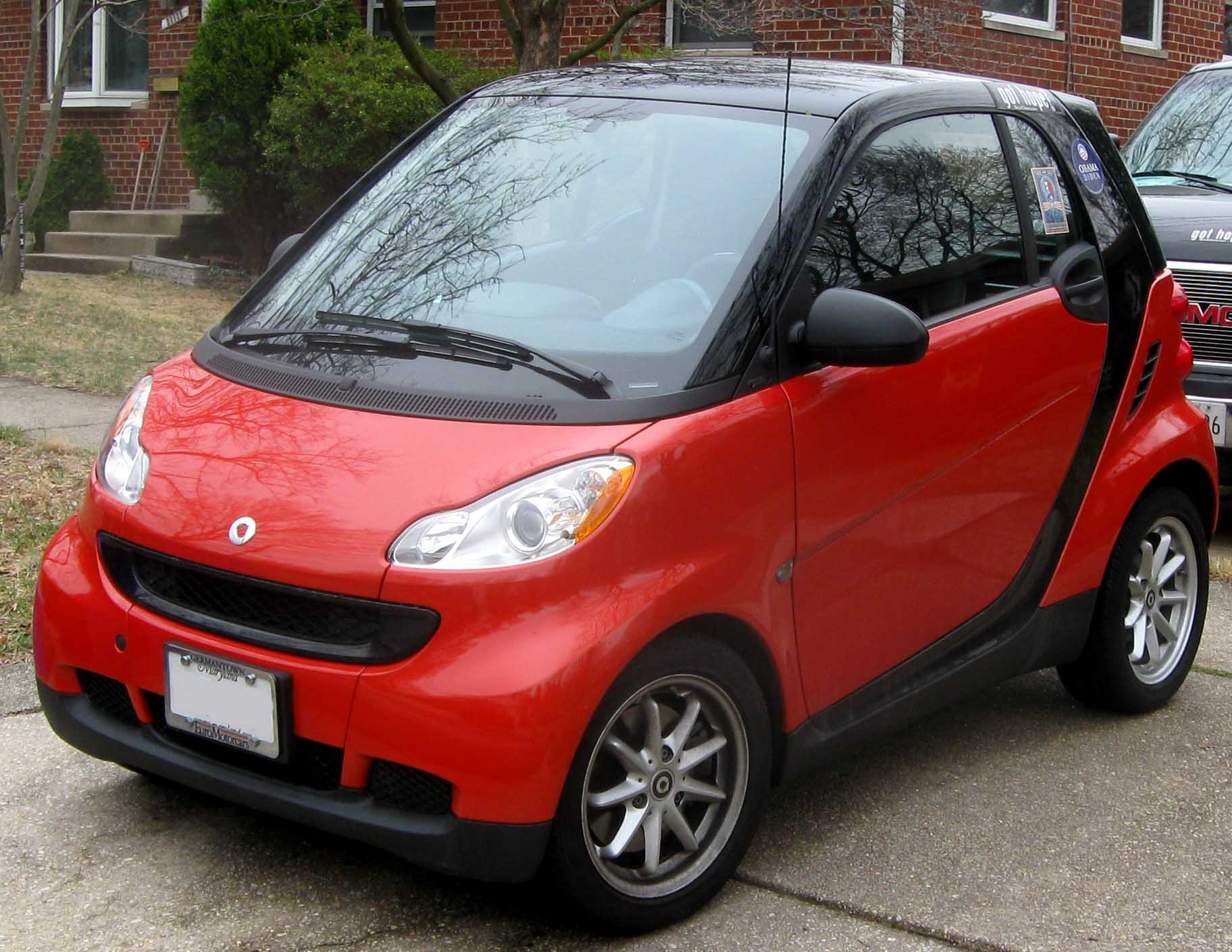
La Smart Fortwo seconda serie monta motori 3B2 da un litro

Il motore 3B2 da un litro è stato utilizzato per gran parte della sua carriera unicamente sulla piccola Smart Fortwo, sia in versione chiusa sia in quella cabriolet. Quest'ultima, proprietaria del marchio Smart, utilizza per questo motore un codice interno che si rifà alla codifica dei motori Mercedes-Benz e che è M132. Qualunque sia la sua sigla, comunque, questo motore è caratterizzato da misure di alesaggio e corsa pari a 72x81.8 mm, per una cilindrata complessiva di 999 cc. Anche questo motore è stato proposto sia aspirato sia sovralimentato, ed in più varianti di potenza.
La Smart fortwo terza serie e la nuova forfour uscite nel corso del 2014 utilizzano motori di origine Renault vista la collaborazione instaurata con la casa francese nel progetto congiunto che ha portato anche alla nascita della nuova Twingo.

#### Motore 3B21 o M132 aspirato
La versione aspirata del 3B2 da un litro (o M132) è caratterizzata da un rapporto di compressione di ben 11.4:1, un valore che nonostante tutto consente prestazioni a regimi non troppo elevati grazie alla non elevata potenza specifica. In parole povere, l'elevato rapporto di compressione è finalizzato non tanto ad ottenere un motore "spremuto" quanto all'ottimizzazione del rendimento termico. Questo motore è stato proposto in due livelli:
- 61 CV di potenza massima a 5800 giri/min con coppia massima di 89 Nm a 3000 giri/min;
- 71 CV di potenza massima a 5800 giri/min con coppia massima di 92 Nm a 4500 giri/min.

Nel maggio del 2008, al tricilindrico aspirato da 1 litro viene integrata la tecnologia Stop & Start per ridurre i consumi in città, mentre nell'ottobre del 2010, questo motore viene sottoposto ad un ulteriore aggiornamento tale per cui le emissioni inquinanti di CO2 scendono fino ad un minimo inferiore ai 100 g/km.

#### Motore 3B21T o M132 sovralimentato

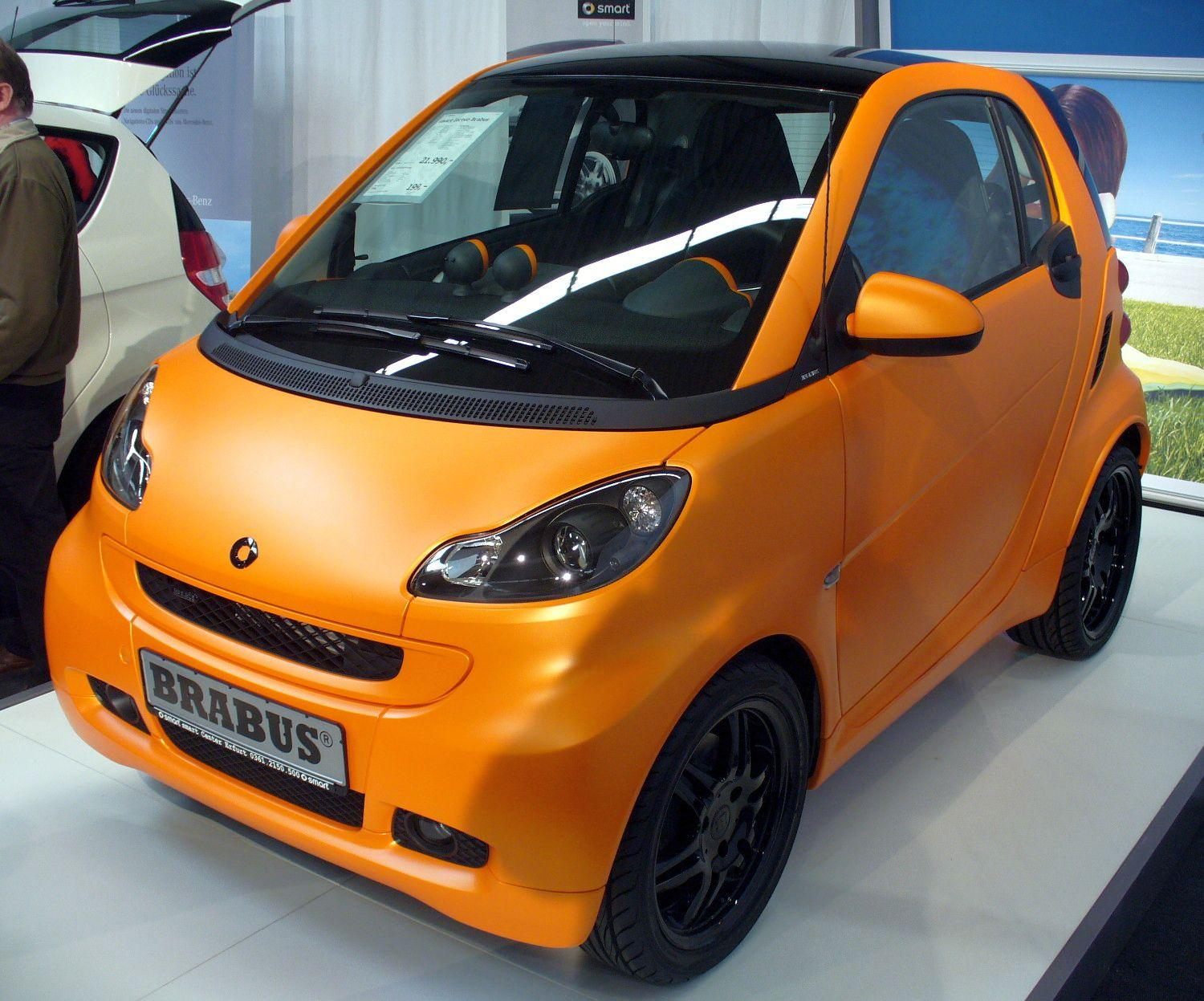
Una Smart in versione Brabus

Anche in questo caso viene utilizzato un turbocompressore a bassa inerzia ed anche in questo caso esistono più varianti di potenza:
- 84 CV di potenza massima a 5250 giri/min con coppia massima di 121 Nm a 3250 giri/min;
- 98 CV di potenza massima a 5500 giri/min con coppia massima di 140 Nm a 3500 giri/min;
- 112 CV di potenza massima a 5750 giri/min con coppia massima di 150 Nm fra 2800 e 4200 giri/min.

Mentre la prima delle tre varianti ha trovato applicazione nelle Smart Fortwo di normale produzione, le altre due sono state montate su due versioni particolari, rispettivamente la Smart Fortwo Brabus e la Smart Fortwo Brabus Ultimate 112, dove la cifra indica sia la potenza massima sia la tiratura ridotta.